# Orgyen Kusum Lingpa
Orgyen Kusum Lingpa (tibétain : ཨོ་རྒྱན་སྐུ་གསུམ་གླིང་པ, Wylie : o rgyan sku gsum gling pa) aussi appelé Lama Sang et Lama Pema Tumdrak Dorje (21 juillet 1934–26 février 2009) est un tertön et détenteur de la lignée nyingma au sein du bouddhisme tibétain.

## Biographie
Orgyen Kusum Lingpa est né le 21 juillet 1934 à Achak Drayu, sur la montagne sacrée Amnye Machen. 
Orgyen Kusum Lingpa est le fils de l'adepte tantrique Washi Lama Lhundrup Gyatso et de la yogini Padma Lhamso. Son père meurt alors qu'il n'a que trois ans. 
Il prononce ses vœux de refuge auprès du 9e panchen-lama, Thubten Chökyi Nyima.
Il eut pour maîtres Ahkon Khenchen Losang Dorje, un guéshé rabjampa ; les deux émanations du 4e Dodrupchen Rinpoché, Thubten Trinley Palzangpo et Rigzin Jalu Doije ; Gyaltrul Wangpo, Khenchen Lobsang Namtak dont il reçut le Dzogchen Nyingthik ; et Palyul Chogtrul Rinpoché dont il reçut les transmissions de Namcho et Ratna Lingpa. 
Dès l'âge de 13 ans, Orgyen Kusum Lingpa commence à recevoir des visions de Padmasambhava et de Vajrayogini.
Sa mère meurt alors qu'il n'a que seize ans. Orgyen Kusum Lingpa effectue alors des pèlerinages à Lhassa et au monastère de Samyé, où il reçoit des visions de toutes ses vies passées et futures, dont une où il sera Sangpa, fils aîné du 25e roi de Shambhala.
Orgyen Kusum Lingpa a été détenu 23 ans dans une prison chinoise au Tibet.
Il devint responsable de 5 monastères au Tibet, dont le principal à Golok.
Il visite les États-Unis à partir de 1994 pour enseigner dans les centres de Chagdud Tulku Rinpoché, Gyaltrul Rinpoché et Chögyam Trungpa Rinpoché, ainsi qu'à Kunzang Palyul Choling, dirigé par la tulkou américaine Ahkon Norbu Lhamo. Au printemps 1995, il fonde un centre à Crestone, dans le Colorado, et un autre à Los Angeles, qu'il dirige avec son fils, Tulku Hungkar Dorje. Il nomme son élève, Kelly Lynch, directrice du centre. 
Il est mort le 26 février 2009 dans son monastère à Golok.